# Greta Adrian
Greta Adrian, född Borg 13 mars 1893 i Örebro, död där 1 april 1981, var en svensk gymnastikpionjär. Greta Adrian var utbildad till gymnastikdirektör på Gymnastiska Centralinstitutet. Hon tjänstgjorde som gymnastiklärare vid högre allmänna läroverket för flickor i Örebro 1933–1958.

## Gymnast
Greta Adrian var sedan 1917 gift med gymnastikdirektören Sam Adrian (1882–1956) vid Karolinska läroverket i Örebro. Makarna Adrian förnyade gymnastikundervisningen för såväl flickor och som pojkar. Hon skildrar själv sin filosofi för gymnastik så här:
Allt var så förkonstlat, så hämmat, så själlöst. -- Jag vill inte på någo sätt klandra våra ledare. De var uppvuxna i en annan tid med andra ideal och uttrycksformer. De var nästan utan undantag till brädde fyllda av vördnad inför arvet efter Ling och gjorde plikttroget och helhjärtat sitt yttersta för att inviga oss unga i den rena läran. -- Utan överdrift kan man säga, att vi hade en manlig gymnastik, utan några som helst avkall på styrka och kraft.|GCI:s årsskrift 1955
Greta Adrian blev redan år 1916 ombedd att starta en gymnastikförening med arbetare från en av Örebros skofabriker, den fick namnet Arbetarnas gymnastikförening. Hon startade också en gymnastikförening för kvinnor, den kallades De grå efter gymnastikdräktens färg. Den leddes av Greta Adrian som spelade egna improvisationer på pianot och truppen hade också egna improvisationer.

## Kompositör och författare
En annan ådra som Greta Adrian ägde var att tonsätta dikter av Jeremias i Tröstlösa. År 1941 kom femton av dessa visor ut i tryck. För pianoarrangemanget stod Elsa Samuelson. Senare utkom en större samling med 42 tonsättningar; 'En borde inte sova' och andra dikter av Jeremias i Tröstlösa. Greta Adrian var mycket god vän med Jeremias och de träffades ofta och sjöng och spelade tillsammans.
Greta Adrian skrev också boken Kilsbergen berättar (Tryckcentralen, Örebro, 1969, 184 s.) med bilder bland annat av farbrodern Axel Borg.

## Utmärkelser
Greta Adrian tilldelades medaljen Illis quorum meruere labores. Hon har fått en gata uppkallad efter sig Greta Adrians väg i Mellringe, Örebro. Hennes namn är även inristat på Närkesstenen på Gällersta forngård tillsammans med etthundra bemärkta "söner och döttrar av Närke".
Makarna Adrian är gravsatta på Nikolai kyrkogård i Örebro.